# Trận Rossignol
Giao tranh tại Rossignol là một cuộc giao chiến trong Trận Biên giới Bắc Pháp trong cuộc Chiến tranh thế giới thứ nhất, diễn ra vào ngày 22 tháng 8 năm 1914 (ngày thứ hai của Trận Ardennes giữa các Tập đoàn quân số 4 và số 5 của Đức với các Tập đoàn quân số 6 và số 5 của Pháp). Trong trận đánh này, Quân đội Đế quốc Đức đã bao vây và bẻ gãy các cuộc tiến công của Quân đoàn Thuộc địa - một lực lượng nhà nghề thuộc Tập đoàn quân số 4 của Pháp, gây cho quân đoàn này thiệt hại nặng nề đến mức có thể nói là họ đã bị tiêu diệt. Cuộc bại trận của quân đội Pháp tại Rossignol được xem là một trong những trận đánh khốc liệt nhất trong chiến dịch của họ.
Cùng ngày, hoạt động quân sự của các quân đoàn Pháp khác nhìn chung cũng thất bại. Quân Đức đã đánh cho quân Pháp thiệt hại nặng. Cuối cùng, trận chiến Ardennes kết thúc với thảm bại của quân Pháp vào ngày 24 tháng 8 năm 1914.

## Bối cảnh lịch sử
Trong giai đoạn đầu cuộc chiến tranh, quân đội Đức tiến vào nước Bỉ. Trong khi đó, phía Pháp có các Tập đoàn quân số 3 và số 4 đối diện với vùng núi Ardennes, và Tổng tư lệnh quân đội Pháp là Joseph Joffre đã ra lệnh cho họ kéo về hướng đông bắc. Vào ngày 21 tháng 8 năm 1914, các tập đoàn quân này tiến vào nước Bỉ. Tập đoàn quân số 3 của Pháp đã giáp mặt với quân Đức trong ngày hôm ấy - trở thành ngày thứ nhất của Trận Ardennes. Sang ngày hôm sau, trận chiến tiếp diễn với bất lợi cho quân Pháp.
Cùng ngày, cánh trái của Tập đoàn quân số 4 của Pháp tiến xa hơn hẳn cánh phải của họ, và một số thành phần thực sự đã đến được Neufchâteau. Từ trái sang phải, Tập đoàn quân số 4 có các quân đoàn IX, XI, XVII, Thuộc địa và II. Ở bên phải tập đoàn quân này, Quân đoàn II đã tiếp cận với đối phương từ đầu ngày nên không thể tiến lên. Tuy nhiên, họ vẫn giữ liên lạc với cánh trái của Tập đoàn quân số 3 của Pháp. Trong khi ấy, Quân đoàn Thuộc địa lâm vào tình thế nguy kịch, bởi vì Sư đoàn Thuộc địa số 3 ở cánh phải của họ đã chiến đấu tại Rossignol, cách Neufchâteau 15 km về phía Nam, trong một trong những trận đánh dữ dội nhất của chiến dịch.

## Diễn biến
Sau khi quân kỵ binh Pháp phát hiện ra binh lính Đức trong một khu rừng ở hướng Bắc một ngôi làng, Sư đoàn số 3 đã huy động 6 tiểu đoàn nối tiếp nhau tiến công quân Đức được bố phòng vững chãi trên một mặt trận hẹp, và thiệt hại đến hơn 5.000 người. Quân đội Đức cũng đáp trả bằng cách đi vòng qua sườn phải của Sư đoàn số 3 và phá hủy mọi hỏa pháo, xe moóc chở đạn dược và phương tiện vận tải. Với thất bại của quân Pháp trong các đợt công kích quyết liệt của mình, cho đến cuối ngày hôm đó Sư đoàn số 3 - vốn đã bị Quân đoàn Schlesien số 6 của Đức gần như là tận diệt - cùng với Sư đoàn số 2 đến trợ chiến cho họ đã mất đến 11.648 binh lính.

## Các cuộc giao tranh cùng ngày
Trận Rossignol không phải là cuộc giao tranh ác liệt duy nhất trong ngày hôm đó: Trong khi Sư đoàn Thuộc địa số 3 của Pháp chịu thiệt hại khủng khiếp, Lữ đoàn Thuộc địa số 5 ở cánh trái của Quân đoàn Thuộc địa đã "sơ suất" tiến quân về phía Neufchâteau, tại đây họ vấp phải một lực lượng rất mạnh của quân đội Đức và bị đánh bật với tổn thất nặng nề. Cuối ngày, một lỗ hổng kéo dài 12 km giữa các đơn vị ở cánh phải và cánh trái của Quân đoàn Thuộc địa. Theo báo cáo của Tập đoàn quân số 4 của Pháp, Quân đoàn XII đã nằm trong tình trạng "tốt lành" vào cuối ngày, nhưng ở bên trái quân đoàn này, tình hình của Quân đoàn XVII trở nên tệ hại hơn so với mọi quân đoàn Pháp ở cánh trái: Sư đoàn số 33 của họ đã mất gần hết pháo binh của mình khi một cuộc tấn công của quân Đức đã tràn qua sườn cho tới hậu binh của họ, Sau này, Joffre cho rằng thất bại này đóng vai trò chủ chốt cho sự thất trận của Tập đoàn quân số 4 của Pháp trong trận Ardennes. Xa về bên trái, tình hình xem ra thuận lợi cho hai quân đoàn còn lại. Không lâu sau nửa đêm, Tư lệnh Tập đoàn quân số 4 đã báo cáo với Joffre:
| “ | Mọi quân đoàn đều giao chiến trong ngày hôm này. Nhìn chung là các kết quả không tốt đẹp. | ” |

Nhìn chung, thiệt hại của quân Pháp rất nặng trong ngày hôm đó. Thiệt hại của quân Đức cũng không phải là nhỏ, do đó tuy thất bại nhưng Joffre ra lệnh cho tiếp diễn trận Ardennes vào ngày hôm sau (23 tháng 8). Cho đến ngày 24 tháng 8 năm 1914, quân Pháp phải triệt thoái.

## Liên quan
Vào ngày 1927, Feunette, người đàn ông có con là Gaby đã chết trận tại Rossignol, đã khánh thành đài kỷ niệm lính thuộc địa Pháp ở khu tự quản Tintigny (tỉnh Luxembourg, Bỉ). Không lâu sau buổi lễ, Feunette đã tự sát trên mộ phần của con mình.
Một trong những tử sĩ Pháp trong trận Rossignol là nhà văn Ernest Psichari (1883 – 1914), một người gốc Hy Lạp đã cải sang Ki-tô giáo ở tuổi 29.